# 4368 Pillmore
4368 Pillmore là một large asteroid đặt tên theo Charles L. (Chuck) Pillmore. The name was assigned bởi Eugene Shoemaker.  Lưu trữ ngày 27 tháng 9 năm 2011 tại Wayback Machine